# Hamed Abdel-Samad

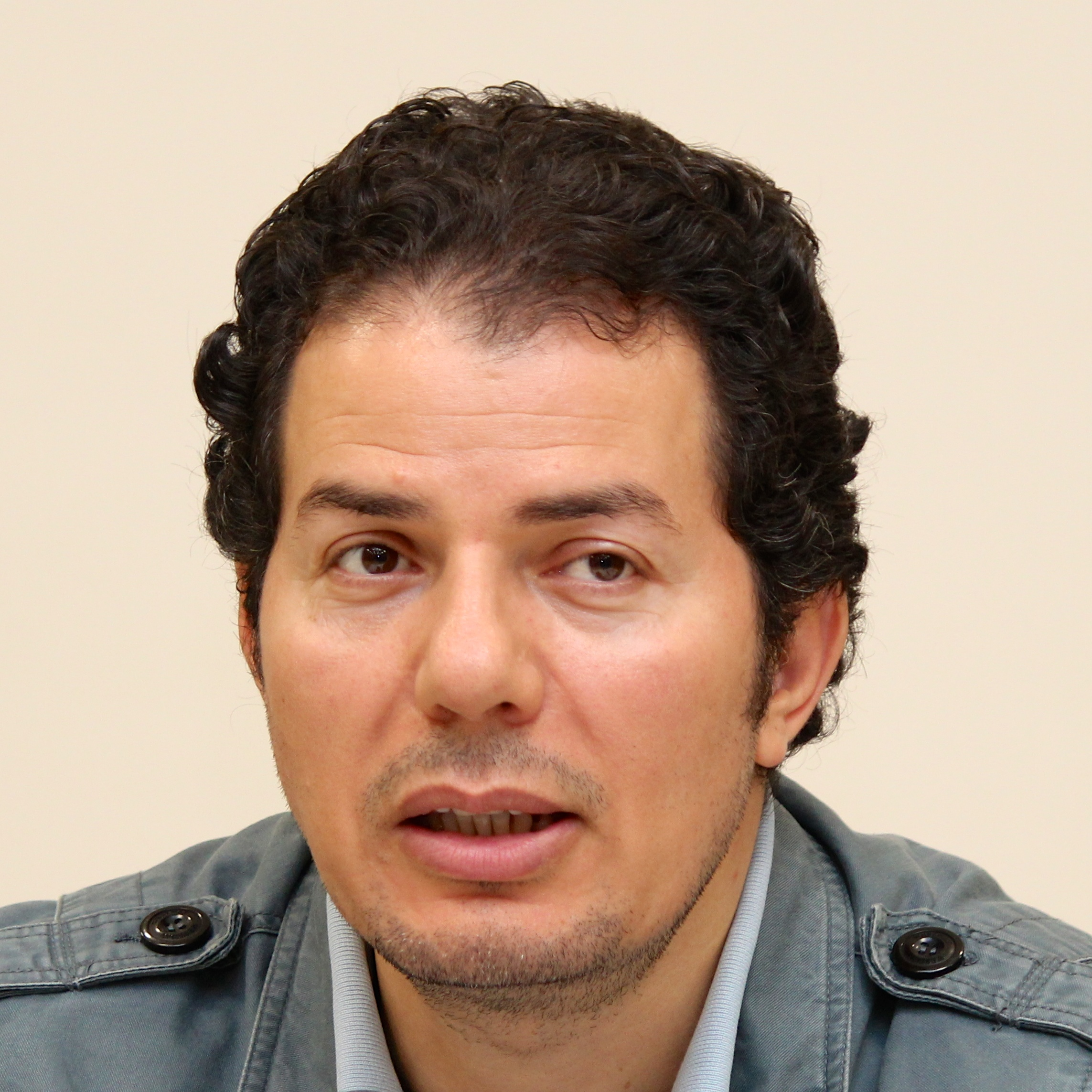
Hamed Abdel-Samad (2013)

Hamed Abdel-Samad (Arabisch: حامد عبد الصمد, Ḥāmid ʿAbd aṣ-Ṣamad) (bij Gizeh, 1 februari 1972) is een Egyptische politicoloog en islamcriticus.

## Leven
Abdel-Samad (uitgesproken als Abd as-Samad, 'dienaar van de Eeuwige') werd als derde van vijf kinderen als zoon van een soennitische imam geboren. Toen hij vier was werd hij door een vijftienjarige verkracht; op zijn elfde nog eens door een groep jongens.
Abdel-Samad was in zijn studententijd lid van de Moslimbroederschap, maar tijdens een van hun zomerkampen begon hij te twijfelen, werd hij meer skeptisch en uiteindelijk atheïst. In 1995, toen hij 23 was, kwam op uitnodiging van een toeriste die hij als gids had leren kennen, naar Duitsland. Een schijnhuwelijk met een achttien jaar oudere "rebelse linkse lerares met hang naar mystiek" waarbij het hem om zijn Duitse paspoort te doen was en haar om belastingvoordeel, volgde spoedig. Aanvankelijk had hij moeite om de westerse vrijheid te verenigen met zijn culturele en religieuze achtergrond. Abdel-Samad liet zich uiteindelijk als borderlinepatiënt in een gesloten inrichting behandelen. Na zijn ontslag vertrok hij naar Japan, waar hij kennismaakte met oosterse spiritualiteit. Hij leerde er ook zijn huidige vrouw, een Deens-Japanse kennen.
In 2010 verscheen zijn tweede boek Der Untergang der islamischen Welt: Eine Prognose, in het Nederlands vertaald onder de titel De ondergang van de islamitische wereld: Een prognose.
In juni 2013 riep sjeik Assem Abdel-Maged, een lid van de militant-islamitische beweging Gama'a al-Islamiyya, op de salafistische tv-zender Al-Hafez ('De beschermer') en op Facebook op tot het vermoorden van Abdel-Samad. Aanleiding voor de oproep was een lezing van Abdel-Samad in Caïro waarin hij de Moslimbroederschap islamitisch fascisme verweet en zei dat dit fascisme wortelt in de ontstaansgeschiedenis van de islam. Volgens Assem Abdel-Maged, een politieke bondgenoot van de voormalig president van Egypte Mohamed Morsi, zou dit een belediging van de islamitische profeet Mohammed zijn. Daarnaast verklaarde hij Abdel-Samad tot 'afvallige' die gedood diende te worden. Abdel-Samad zag zich nadat de moordoproep door anderen (onder wie Mahmud Schaaban, een professor aan de Al-Azhar-universiteit in Caïro) was herhaald, genoodzaakt om voor zijn eigen veiligheid onder te duiken. Eerder riep hij Morsi op om zich van deze moordoproep te distantiëren. Aan  Angela Merkel, bondskanselier van Duitsland, en Guido Westerwelle, de Duitse minister van Buitenlandse Zaken, vroeg hij om de uitspraken van de sjeik te veroordelen.

## Opleiding
Alhoewel zijn vader graag had gewild dat hij Islamkunde zou studeren, koos Abdel-Samad voor Engels en Frans, in Caïro. Daarna volgde Politicologie in Augsburg. Hij doceert nu aan het Instituut voor Joodse geschiedenis en cultuur aan de Universiteit van München en werkt daar aan een proefschrift met als thema „afschildering van de Joden in Egyptische schoolboeken“.

## Werk
Brede bekendheid, vooral in zijn tweede vaderland Duitsland, kreeg Abdel-Samad door zijn boek Mein Abschied vom Himmel (2009) (Mijn afscheid van de hemel). Het is, aldus de auteur, geen afrekening met zijn cultuur, noch een oproep tot afvalligheid, maar slechts een zoektocht naar een verklaring voor de tegenstrijdigheden in zijn leven. Na publicatie in Egypte werd er een fatwa tegen Abdel-Samad uitgesproken en moest hij onder politiebescherming geplaatst worden.
In zijn waarschuwing voor het "islamofascisme" roept Abdel-Samad op tot een 'Islam Light' in Europa, waarin voor sharia, jihad, "sekse-apartheid", "bekeerzucht" en "Anspruchsmentalität" (de mentaliteit om altijd op alles aanspraak te kunnen maken) geen plaats is. Hij bekritiseert de "appeasement-houding" van (Duitse) politici ten opzichte van de islam, waarbij ze de angst voor de islam uit het politieke debat zouden weghouden. Juist deze opstelling leidt volgens Abdel-Samad tot wrok bij het (Duitse) volk.
Abdel-Samad werd door de Duitse Minister van Binnenlandse Zaken Thomas de Maizière benoemd als deelnemer aan de tweede ronde van de gezaghebbende Duitse Islamconferentie ('Deutsche Islamkonferenz').

## Publicaties (incompleet)
- Mein Abschied vom Himmel: Aus dem Leben eines Muslims in Deutschland. 2009, ISBN 3771644194.
- Der Untergang der islamischen Welt: Eine Prognose. 2010, ISBN 3426275449.
- Krieg oder Frieden: Die arabische Revolution und die Zukunft des Westens. 2011, ISBN 9783426275580.
- Der islamische Faschismus: Eine Analyse. 2014, ISBN 9783426276273.
- Mohamed: Eine Abrechnung. 2015, ISBN 9783426276402